# Marie-Florence Candassamy
Marie-Florence Candassamy (ur. 26 lutego 1991 w Paryżu) – francuska szpadzistka, mistrzyni świata i wicemistrzyni olimpijska.

## Życiorys
Zaczęła trenować szermierkę w wieku siedmiu lat. 
Wzięła udział w igrzyskach olimpijskich w Rio de Janeiro w 2016 roku, gdzie w turnieju indywidualnym była szesnasta. Najpierw w 1/32 finału pokonała Brazylijkę Amandę Simeão 15:6, w 1/16 finału okazała się lepsza od Chinki Xu Anqi, którą pokonała 15:8, a następnie przegrała 15:12 z reprezentantką Brazylii Nathalie Moellhausen. W zawodach drużynowych wraz z Auriane Mallo i Lauren Rembi zajęły siódme miejsce. W 2024 roku wróciła na igrzyska olimpijskie, gdzie w rywalizacji indywidualnej szpadzistek doszła do 1/16 finału.
Podczas mistrzostw świata w Mediolanie w 2023 roku zdobyła złoto w rywalizacji indywidualnej, pokonując w finale Włoszkę Albertę Santuccio. Była też między innymi czwarta drużynowo na mistrzostwach świata w Budapeszcie (2013), mistrzostwach świata w Moskwie (2015) i mistrzostwach świata w Kairze (2022). 
Ponadto zdobyła drużynowo złoty medal na igrzyskach europejskich w Krakowie (2023).
Wywalczyła również złote medale drużynowo na mistrzostwach Europy w Nowym Sadzie (2018) i mistrzostwach Europy w Antalyi (2022).